# مهرجان ستارموس
مهرجان ستارموس العالمي هو تجمع عالمي يركز على الاحتفال بعلم الفلك، استكشاف الفضاء، الموسيقى، الفن، والعلوم المحالفة مثل علم الأحياء والكيمياء. تم تأسيس المهرجان من قِبَل عالم الفلك جاريك ايسراليان من معهد الفيزياء الفلكية في تنريفي في جزر الكناري في اسبانيا.
وقد تميز المهرجان بشخصيات منهم بز ألدرن، نيل آرمسترونغ، ريتشارد دوكينز، ستيفن هوكينغ، أليكسي ليونوف، جيم لوفل، برايان ماي، جيل تارتر، كيب ثورن وريك ويكمان من ضمن أشخاص آخرين.

## التاريخ
قام عازف الإيتار المؤسس لفرقة الروك كوين برايان ماي عام 2007 بإكمال أطروحة الدكتوراة في عام 1974 عندما بدأت فرقة كوين بتحقيق نجاح كبير. ركز ماي في عمله على غبار المجموعات النجمية في النظام الشمسي. كان قد درس في وقت سابق في كلية لندن الإمبراطورية، واستأنف العمل هناك بعد ما يزيد عن 30 سنة. انضم جاريك ايسراليان لماي في عام 2007 كمساعد، وأقاما بينهما صداقة كون ايسراليان موسيقي أيضاً. هذا أدى لتأسيس مهرجان ستارموس -الاسم نسبة للنجوم والموسيقى (stars and music)-  والمنصة وضعت للمهرجان الأول الذي سيقام بعد أربع سنوات.

## المفهوم

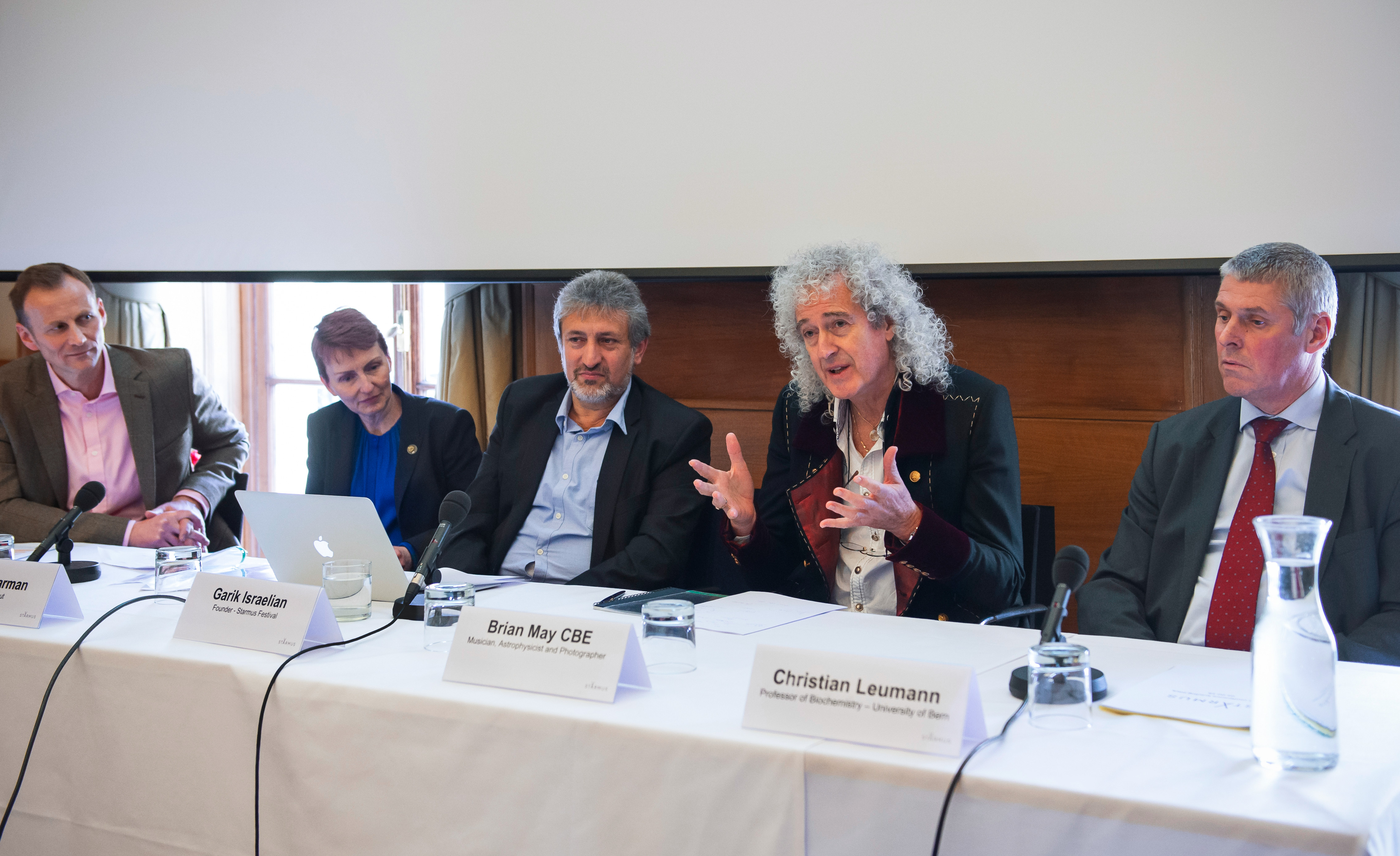
الإعلان عن مهرجان ستارموس الخامس.

أقيم المهرجان في كل من عام 2011 و2014 و2016 في تنريفي في إسبانيا، وعُقِد مهرجان ستارموس الرابع في تروندهايم في النرويج من الثامن عشر وحتى الثالث والعشرين من حزيران عام 2017، تحت عنوان «الحياة والكون».
وُصِف المهرجان كحدث حيث «أعظم العقول والمفكرين في استكشاف الفضاء، الفلك، علم الكونيات، وعلوم الكواكب، يجتمعون لمدة أسبوع في محادثات مذهلة، وتبادل معلومات وتقدير المعرفة التي نمتلكها عن الفضاء والكون».